# Janet Varney
Janet Maureen Varney (Tucson, Arizona, 1976. február 16. –) amerikai színésznő.

## Filmográfia

### Film
| Év   | Magyar cím Eredeti cím               | Szerep            | Megjegyzés |
| ---- | ------------------------------------ | ----------------- | ---------- |
| 2014 | – Present Tense                      | Cynthia           | rövidfilm  |
| 2011 | – The Selling                        | Mary Best         |            |
| 2011 | Judy Moody and the Not Bummer Summer | Mrs. Moody        |            |
| 2010 | – Nic & Tristan Go Mega Dega         | Sylvia Fishtickle |            |
| 2009 | – Still Waiting...                   | Haley             |            |
| 2008 | Fúrófej Taylor Drillbit Taylor       | nő                |            |
| 2008 | – Bill                               | Amelia            | rövidfilm  |
| 2007 | – American Fork                      | Joleen            |            |
| 2007 | Dante Pokla Dante's Inferno          |                   | hang       |
| 2004 | A Macskanő Catwoman                  | Party Girl        |            |
| 2003 | – Stuck                              | Jane              |            |

### Televízió
| Év        | Magyar cím Eredeti cím                      | Szerep                 | Megjegyzés                                       |
| --------- | ------------------------------------------- | ---------------------- | ------------------------------------------------ |
| 2014      | – You're the Worst                          | Becca Barbara          |                                                  |
| 2014      | – Maron                                     | Delphine               | Therapy című epizód                              |
| 2014      | 13-as raktár Warehouse 13                   | Elise                  | Secret Services című epizód                      |
| 2013      | – MyMusic                                   | Nancy Spackman         | I Can't See!!! című epizód                       |
| 2013-2014 | – Kroll Show                                | Wife/Wilson né/Jessica | 2 epizód                                         |
| 2012—2014 | Avatár: Korra legendája The Legend of Korra | Korra                  | 52 epizód magyar hangja Nemes Takách Kata        |
| 2012-2013 | Égető szerelem Burning Love                 | Carly                  | 20 epizód                                        |
| 2012      | – The Game                                  | Summer Grayson         | 2 epizód                                         |
| 2012      | Childrens Hospital                          | Stacy                  | Ladies Night című epizód                         |
| 2012      | The Exes                                    | Lorna                  | Shall We Dance című epizód                       |
| 2012      | – Sullivan & Son                            | Kim Elliot             | The Bar Birthday című epizód                     |
| 2011      | A legjobb játékos Best Player               | Tracy Saunders         | TV-film                                          |
| 2011      | Vérmes négyes Hot in Cleveland              | Ellen                  | Bad Bromance című epizód                         |
| 2009      | Dr. Csont Bones                             | Maureen Perot          | Habzó csontok című epizód                        |
| 2009      | Dilinyósok Better Off Ted                   | Lawyer                 | Trust and Consequence című epizód                |
| 2009      | – Memory Lanes                              | Tracy Morris           | TV-film                                          |
| 2009      | – Married Not Dead                          | Susan                  | TV-film                                          |
| 2008-2009 | Törtetők Entourage                          | Amy Miller             | 3 epizód                                         |
| 2008      | – Chocolate News                            | Trina Johns            | 2 epizód                                         |
| 2008      | Psych – Dilis detektívek Psych              | Mindy Howland          | Gyilkosság? Valaki? Bueller? Valaki? című epizód |
| 2008      | – Man Stroke Woman                          | változó                | TV-film                                          |
| 2007      | Így jártam anyátokkal How I Met Your Mother | Stacey Gusar           | Kisfiúk című epizód                              |
| 2007      | – On the Lot                                | Actress                | Season Finale című epizód                        |
| 2007      | – Worldly Possession                        | Nancy Bates            | TV-film                                          |
| 2007      | – Eternal Waters                            | Lead                   | TV-film                                          |
| 2007      | – Die Hardly Working                        | Heroin                 | TV-film                                          |
| 2007      | – Halfway Home                              | Kimberly Costas        | 2 epizód                                         |
| 2007      | – The Weekend End                           | Madelaine              | TV-film                                          |
| 2007      | – The Untitled Rob Roy Thomas Project       | Ellie Tennant          | TV-film                                          |
| 2006      | Miért pont Brian? What About Brian          | Carol                  | What About First Steps... című epizód            |
| 2006      | – Happy Hour                                | Molly                  | The Mix CD című epizód                           |
| 2006      | Love, Inc.                                  | Glenda                 | Full House című epizód                           |
| 2006      | – Free Ride                                 | Megan                  | Up the Aunty című epizód                         |
| 2005-2011 | – Dinner and a Movie                        | műsorvezető            |                                                  |
| 2005      | – The Hollywood Show                        | műsorvezető            | TV-film                                          |
| 2005      | – Back to Norm                              | Christine Macdonald    | TV-film                                          |
| 2004      | – Crossballs: The Debate Show               | változó                |                                                  |